# Maurizio Lasi
Maurizio Lasi (Faenza, 22 gennaio 1959) è un ex cestista e allenatore di pallacanestro italiano.

## Carriera

### Giocatore
Dopo l'aggregazione in prima squadra alla Libertas Forlì attraversa l'oceano per studiare e giocare presso la Henninger High School di Syracuse. Fa quindi ritorno a Forlì, cogliendo una promozione in A1 al suo ultimo anno di permanenza. Dal 1979 al 1984 (eccezion fatta per una parentesi a Pordenone) veste la maglia di Fabriano, conquistando anche qui l'accesso alla massima serie al termine della stagione 1981-82. Il suo passaggio a Brescia è coinciso con un'ulteriore promozione in A1 guadagnata dalla squadra, categoria mantenuta nei due anni a seguire. Nel 1987 torna in Romagna, scendendo in Serie B1 e trasferendosi all'Andrea Costa Imola. Un anno più tardi passa all'ultimo club della sua carriera da giocatore, la Mens Sana Siena, con cui parte dalla Serie B1 fino ad arrivare nuovamente alla massima serie.

### Allenatore
Ritiratosi dall'attività agonistica, Lasi rimane alla Mens Sana Siena dal 1994 al 1996 in qualità di vice-allenatore. Resta quindi in città cambiando però sponda, diventando allenatore e responsabile del settore giovanile della Virtus Siena.
Dopo quest'esperienza passa a Fabriano, dove al primo anno ricopre il ruolo di vice di Alberto Bucci per poi diventare capo-allenatore l'anno successivo, riportando la formazione marchigiana in Serie A al termine della stagione nonostante l'esonero ricevuto a gennaio (al suo posto Piero Pasini) e il seguente richiamo in panchina poco più di un mese dopo. All'esordio da allenatore nella massima serie si piazza all'11º posto con la sua squadra, uscendo ai play-off contro la Scavolini Pesaro.
Nel febbraio 2003 sostituisce Tonino Zorzi alla guida di Rieti, compagine di B1 che si guadagna l'accesso alla Legadue nel 2004. Al termine delle tre stagioni e mezzo con gli amarantocelesti, Lasi si accorda in B1 con Pistoia, riportando il basket professionistico nella città toscana al primo tentativo. Nel gennaio del 2009 viene esonerato, e nel corso dell'estate successiva si accorda con l'Andrea Costa Imola.
Passato nella femminile a Schio, ha vinto la sfida di Supercoppa italiana contro Taranto il 7 ottobre 2012. Ha vinto poi anche la Coppa Italia nella finale contro Lucca e completato il treble con la conquista dello scudetto, sempre in finale contro Lucca, il 4 maggio. Malgrado ciò, non è stato riconfermato dal presidente Marcello Cestaro.
Il 9 giugno 2014 diventa il nuovo allenatore dell'Aurora Basket Jesi, militante in Serie A2 Gold. Il 19 aprile 2016, dopo aver ottenuto 15 vittorie e 40 sconfitte con la squadra marchigiana, viene esonerato.

## Palmarès
- Campionato italiano: 1
Pall. Femm. Schio: 2012-13
- Supercoppa italiana: 2
Pall. Femm. Schio: 2012-13
- Coppa Italia: 1
Pall. Femm. Schio: 2013